# Fabian Penje
Fabian Penje, född 6 februari 2003, är en svensk skådespelare.
Penje har bland annat medverkat i TV-serierna 12:13 från 2020, Young Royals (2021–2022) och Ruset från 2023.

## Filmografi (i urval)
- 2020 – 12:13 (TV-serie)
- 2020 – White wall (TV-serie)
- 2021–2022 – Young Royals (TV-serie)
- 2023 – Morden i Sandhamn (TV-serie)
- 2023 – Ruset (TV-serie)
- 2025 – Genombrottet (TV-serie)
- 2025 – Blindspår (TV-serie)

## Teater

### Roller (ej komplett)
| År   | Roll        | Produktion                                                | Regi           | Teater   |
| ---- | ----------- | --------------------------------------------------------- | -------------- | -------- |
| 2019 | Medverkande | Linje Lusta (A Streetcar Named Desire) Tennessee Williams | Stefan Larsson | Dramaten |